# Ryńsk (gmina)
Ryńsk – gmina (1973–2016 gmina Wąbrzeźno) wiejska w województwie kujawsko-pomorskim, w powiecie wąbrzeskim. W latach 1975–1998 gmina położona była w województwie toruńskim.
Siedziba gminy to Wąbrzeźno, choć nazwa pochodzi od miejscowości Ryńsk.
Według danych z 30 czerwca 2004 gminę zamieszkiwały 8603 osoby.

## Położenie geograficzne
Gmina Ryńsk położona jest we wschodniej części województwa kujawsko-pomorskiego, w powiecie wąbrzeskim.
Położona jest na Wysoczyźnie Chełmińskiej. Część północna gminy jest bardziej urozmaicona, występują tam wzgórza morenowe, pagórki i obniżenia rynnowe polodowcowe. Rynny te są głębokie, długie i wąskie a ich dna są podmokłe lub wypełnione wodami jezior. Najwyższe wzniesienie ok. 104 m n.p.m. znajduje się w rejonie Jarantowic. Budowa geologiczna utworów powierzchniowych jest zróżnicowana. Teren gminy Ryńsk to strefa występowania tzw. moren wąbrzeskich, związanych z pobytem na tym terenie lądolodu skandynawskiego. W części południowej krajobraz jest równinny, występują równiny zastoiskowe np. Jezioro Wieczno i Sitno oraz równiny torfowe i mokradła. Gmina Ryńsk leży w dorzeczu rzeki Wisły, Drwęcy i Osy.
Pod względem administracyjnym do powiatu wąbrzeskiego wchodzi pięć gmin:
- gmina miejska Wąbrzeźno
- cztery gminy wiejskie:
  - Dębowa Łąka
  - Książki
  - Płużnica
  - Ryńsk

Gmina Ryńsk graniczy z następującymi gminami:
- Radzyń Chełmiński
- Książki
- Dębowa Łąka
- Kowalewo Pomorskie
- Chełmża
- Płużnica

Siedzibą gminy jest miasto Wąbrzeźno, które dla gminy Ryńsk i gmin ościennych pełni przede wszystkim funkcje usługowe (m.in. administracja, oświata, kultura, zdrowie, handel). Centralne położenie miasta Wąbrzeźna na terenie gminy oraz korzystne połączenia komunikacyjne sprzyjają dojazdom do pracy wielu mieszkańcom okolicznych miejscowości. Układ dróg regionalnych i lokalnych zbiegających się w mieście Wąbrzeźno jest stosunkowo dobrze powiązany z układem dróg wojewódzkich. Głównymi drogami przechodzącymi przez teren gminy Wąbrzeźno są drogi gminne (69,73%), powiatowe (22,80%) i wojewódzkie (7,48%). Drogi przebiegające przez teren gminy często mają zły stan nawierzchni a ich jezdnie są zbyt wąskie. Przez teren gminy przechodzi także linia kolejowa relacji Poznań – Inowrocław – Toruń – Olsztyn ze stacją w Wąbrzeźnie i Zieleniu. Dobry rozwój sieci dróg i linii kolejowych sprzyja aktywizacji działalności gospodarczej gminy. Na kierunek, przeobrażenia i tempo rozwoju gminy Ryńsk ma wpływ bliskie sąsiedztwo Wąbrzeźna, a także Grudziądza, Chełmży, Kowalewa, Brodnicy, Golubia-Dobrzynia i Torunia.
Gmina Ryńsk z uwagi na bliskość Miasta Wąbrzeźna jest gminą o cechach gminy podmiejskiej. Podstawą jej funkcjonowania jest produkcja rolnicza. Prawie 89% mieszkańców gminy związanych jest z rolnictwem, w tym ok. 83% z rolnictwem indywidualnym.
Gmina Wąbrzeźno zajmuje powierzchnię 200,8 km², co stanowi 40,05% powierzchni powiatu wąbrzeskiego oraz 1,12% powierzchni województwa kujawsko-pomorskiego. Pod względem wielkości zajmowanej powierzchni jest to największa gmina w powiecie wąbrzeskim i jedna z większych gmin wiejskich w województwie kujawsko-pomorskim.
W skład gminy wchodzi 21 sołectw skupiających 35 miejscowości.

## Historia
W latach 1934–1954 w miejscu współczesnej gminy Ryńsk istaniały dwie jednostki: gmina Wąbrzeźno i gmina Ryńsk. Należały do powiatu wąbrzeskiego w woj. pomorskim/bydgoskim (dzisiejsze woj. kujawsko-pomorskie). Siedzibami władz gmin były odpowiednio Wąbrzeźno i Ryńsk. Obie gminy zniesiono 29 września 1954 roku wraz z reformą wprowadzającą gromady w miejsce gmin.
Współczesna gmina powstała początkowo pod nazwą Wąbrzeźno 1 stycznia 1973 roku po reaktywowaniu gmin, obejmującą obszarowo dawne gminy Wąbrzeźno i Ryńsk. 1 stycznia 2017 nazwę tej gminy zmieniono na Ryńsk, zachowując siedzibę w Wąbrzeźnie.

## Przyroda i uwarunkowania ochrony środowiska naturalnego

### Obszary chronione
Gmina Ryńsk ma duże walory przyrodnicze z uwagi na występowanie obszaru chronionego krajobrazu oraz obiektów indywidualnej ochrony przyrody. Na terenie gminy Ryńsk występują:
- rezerwat przyrody „Wronie”,
- obszar chronionego krajobrazu „Obszar kompleksu torfowiskowo-jeziorno-leśnego Zgniłka-Wieczno-Wronie,
- 14 pomników przyrody,
- użytki ekologiczne.

Rezerwaty przyrody chronią obiekty przyrodnicze najbardziej wartościowe. Obszary objęte ochroną w postaci rezerwatu wyłączone są z eksploatacji gospodarczej dla zachowania w niezmienionej postaci naturalnych ekosystemów. Rezerwat „Wronie” utworzony Zarządzeniem Ministra Leśnictwa i Przemysłu Drzewnego z dnia 11 października 1978 r. chroni przede wszystkim buczynę pomorską oraz pomnikowe buki. Obszar rezerwatu zajmuje powierzchnię o wielkości 68,74 ha co stanowi 0,34% obszaru gminy.
Obszary chronionego krajobrazu to wyróżniające się krajobrazowo tereny o różnych typach ekosystemów. Są to tereny o dużych wartościach przyrodniczych, atrakcyjnych walorach wypoczynkowych i turystycznych. Tereny te mają służyć w niezmienionej formie człowiekowi w zaspokajaniu jego potrzeb związanych z turystyką i wypoczynkiem. Na obszarach tych gospodarka nie podlega tak rygorystycznym ograniczeniom, jak w parkach krajobrazowych. Występują pewne ograniczenia dotyczące np. zakazu lokalizowania obiektów przemysłowych i rolniczych uciążliwych dla środowiska. Rozporządzeniem nr 21/92 Wojewody Toruńskiego z dnia 10 grudnia 1992 r. został wyznaczony „Obszar kompleksu torfowiskowo-jeziorno-leśnego Zgniłka – Wieczno – Wronie, który chroni:
- kompleks torfowiskowy z szeregiem gatunków rzadkich i chronionych,
- jezioro Wieczno, o dobrej jakości wody, użytkowane rekreacyjnie i będące miejscem lęgowym dla ptactwa,
- kompleks leśny z rezerwatem „Wronie”.

Obszar ten zajmuje powierzchnię 8500 ha, co stanowi 42,3% powierzchni gminy Ryńsk.
Pomniki przyrody to szczególna forma ochrony przyrody. Mogą być to pojedyncze twory przyrody żywej i nieożywionej lub ich skupienia. Na terenie powiatu wąbrzeskiego znajduje się łącznie 36 pomników przyrody z tego 14 na terenie gminy Ryńsk.
Indywidualne formy ochrony przyrody znajdujące się na terenie gminy to:
- 13 pomników przyrody ożywionej wśród, których do ciekawszych należą: skupienie jodeł pospolitych oraz 2 buków w leśnictwie Wronie, cis wielopienny w parku w Ryńsku, skupienie 4 dębów w parku w Ryńsku i 2 dębów w leśnictwie Czystochleb, lipa w Sosnówce oraz wyspa na jeziorze Wieczno – miejsce lęgowe ptaków,
- 1 pomnik przyrody nieożywionej – głaz narzutowy w leśnictwie Nielub.

Na terenie gminy znajdują się także użytki ekologiczne takie jak śródleśne bagna, mokradła i zatorfione zagłębienia wytopiskowe położone na terenach leśnych (leśnictwo Wronie, Nielub i Czystochleb).
Ostatnim znaczącym elementem środowiska przyrodniczego w gminie są zabytkowe parki. Na terenie gminy znajduje się 21 zabytkowych parków o łącznej powierzchni 28,6 ha. Parki dworskie (podworskie) znajdują się w następujących miejscowościach: Buk (0,90 ha), Jarantowice (1,75 ha), Katarzynki (1,25 ha), Łabędź (1,25 ha), Małe Radowiska (1,25 ha), Nielub (0,70 ha), Orzechowo (2,80 ha), Orzechówko (0,70 ha), Pływaczewo (0,25 ha), Przydwórz (0,60 ha), Rozgarty (0,20 ha), Ryńsk (3,50 ha), Sosnówka (2,00 ha), Zieleń (2,10 ha), Trzcianek (1,60 ha), Węgorzyn (1,40 ha) zaś w Wałyczu i Wroniu znajdują się parki pałacowe o powierzchni 2, 84 i 2,30 ha. Ze względu na znaczną powierzchnię i cenny dobrze zachowany drzewostan na szczególną uwagę zasługują parki w Ryńsku, Wałyczu, i Wroniu. Użytkownikami szesnastu parków są osoby fizyczne, dwóch obiektów – firmy, kolejnych dwóch – gmina Ryńsk i jednego – szkoła podstawowa.
Obiektem prawnie chronionym na podstawie przepisów o ochronie dóbr kultury jest zespół dworsko-parkowy we Wroniu, który został wpisany do rejestru zabytków.
Parki podworskie mają znaczenie nie tylko historyczne, ale przede wszystkim wzbogacają przyrodniczo krajobraz z uwagi na walory przyrodnicze (cenny drzewostan, tworzący często ciekawy układ przestrzenny). Obecnie parki są obszarami zaniedbanymi z ledwo widocznymi cechami pierwotnych układów przestrzennych.

### Gleba, lasy, klimat
Gleba należy do najważniejszych zasobów przyrody. Wpływ na rodzaj gleb ma przede wszystkim budowa geologiczna. Skałą macierzystą gleb omawianego terenu jest najczęściej polodowcowa glina zwałowa oraz utwory piaszczyste. Na terenie gminy przeważającym typem gleb są gleby brunatne, bielicowe, czarne ziemie i gleby organiczne. Kompleks gleb pszennych dobrych na glinach lekkich występuje w północnej części
gminy zaś w południowej występują gleby dużo słabsze. Pod względem klas bonitacyjnych występuje duże zróżnicowanie. W ogólnej powierzchni gruntów ornych przeważają średnio urodzajne gleby klasy bonitacyjnej IVa (33,4%) i IIIb (25,2%), znaczny udział mają także gleby klasy bonitacyjnej IV b (13,0%) i V (13,2%). Pozostałe klasy łącznie stanowią 15,2% powierzchni gruntów ornych, w tym: klasy bonitacyjnej II – 0,3%, IIIa – 6,8% i VI – 8,1%.
W strukturze użytkowania gruntów dominują użytki rolne – 74,5% w stosunku do powierzchni gminy, w tym grunty orne 63,7%. Grunty orne zajmują ok. 50,0% powierzchni gminy.
Gmina nie jest zbyt bogata w użytkowe surowce mineralne. Znaczenie użytkowe mają udokumentowane złoża kruszywa naturalnego piaszczystego w okolicach Jaworza (o zasobach bilansowych ok. 630 tys. ton) oraz złoża kredy jeziornej w Węgorzynie (o zasobach bilansowych ok. 197 tys. ton). Kruszywo naturalne ma zastosowanie w budownictwie drogowym zaś kreda jeziorna przede wszystkim w rolnictwie jako nawóz.
Wymienionej powyżej złoża kruszywa i kredy jeziornej nie są eksploatowane przemysłowo, aczkolwiek z uwagi na duże zasoby bilansowe tych złóż eksploatacja przemysłowa byłaby jak najbardziej zasadna (na potrzeby budownictwa, budowę dróg, nawożenie rolnictwa naturalnym nawozem wapniowym).
Lasy zajmujące na terenie gminy powierzchnię 2743 ha, co stanowi 13,7% powierzchni gminy. rozmieszczone są nierównomiernie w trzech kompleksach tj. między Wałyczem i Jaworzem, w okolicach Wronia i Nielubia. Najczęściej występującym typem siedliskowym jest las mieszany świeży i bór mieszany świeży z sosną jako gatunkiem przeważającym z udziałem brzozy, dębu, olchy. Najwięcej jest drzewostanów młodych (ok. 51%). Drzewostany wiekowe np. powyżej 100 lat stanowią tylko 5% powierzchni zalesionej. Lesistość gminy Ryńsk wynosi 13,7%, jest to prawie dwukrotnie więcej w porównaniu do lesistości powiatu wąbrzeskiego, która wynosi 7,7% i dwukrotnie mniej w porównaniu do lesistości kraju, która wynosi 28,4%. Wskaźnik ten dla gminy Wąbrzeźno jest najwyższy w powiecie wąbrzeskim, ale dużo niższy od średniej lesistości dla województwa kujawsko-pomorskiego (22,6%).
Powierzchnię lasów i lesistość gminy Ryńsk na tle powiatu wąbrzeskiego przedstawia poniższe zestawienie:
|                  | Lasy i grunty leśne w ha | Lesistość w % | Lasy państwowe | Lasy osób fizycznych | pozostałe | Razem |
| ---------------- | ------------------------ | ------------- | -------------- | -------------------- | --------- | ----- |
| gmina Ryńsk      | 2235                     | 45.8          | 50             | 2743                 | 13.7      |       |
| powiat wąbrzeski | 2982                     | 75.1          | 93             | 3826                 | 7.7       |       |

Źródło: „Program ochrony środowiska powiatu wąbrzeskiego na lata 2004–2007”
Pod względem struktury własności na terenie gminy przeważają lasy państwowe, które stanowią 81,5% w łącznej powierzchni lasów i gruntów leśnych.
Klimat gminy charakteryzuje się znaczną zmiennością i przejściowością o czym świadczy występowanie stosunkowo niskich wartości opadów atmosferycznych i duża zmienność temperatury powietrza. Ponadto:
- średnia temperatura roczna wynosi 7,7 0C,
- średnie opady atmosferyczne wielolecia to 518 mm/r.,
- średnia liczba dni z opadami w ciągu roku wynosi 165 – 175 dni,
- dni mroźnych w ciągu roku jest o. 39,
- dni gorących w ciągu roku z temp.>25 0C jest ok. 33

Najczęstsze kierunki wiatrów łącznie w 44,6% występują z sektora zachodniego, południowo-zachodniego i północno-zachodniego.

### Charakterystyka i jakość wód powierzchniowych
Gmina Ryńsk leży w dorzeczu rzeki Wisły, Drwęcy i Osy. Główne wody płynące występujące na terenie gminy to: Struga Toruńska, Struga Wąbrzeska, Struga Kujawska i Kanał Siciński.
- Struga Toruńska, która bierze swój początek z jeziora Wieldządz ma długość 51,3 km. Ciek ten uchodzi do Wisły w Toruniu. Zlewnia tej rzeki ma charakter rolniczy. Im bliżej jej ujścia tym bardziej wzrasta oddziaływanie zanieczyszczeń rolniczych (wzrost stężenia związków biogennych) i następuje pogorszenie stanu sanitarnego. Rzeka na całej swojej długości ma pozaklasową jakość wód.
- Struga Wąbrzeska, która bierze swój początek w okolicach miejscowości Jarantowice jest prawostronnym dopływem Drwęcy. Długość cieku to 34,4 km. Rzeka prowadzi wody poza klasowe. Zanieczyszczenia powodują spływy powierzchniowe ze zlewni o charakterze rolniczym oraz znaczne ilości ścieków komunalnych z oczyszczalni miejskiej w Wąbrzeźnie. Największy dopływ Strugi Wąbrzeskiej – Wawrzonka niesie wody o pozaklasowej jakości,
- Struga Kujawska, która jest dopływem Drwęcy, jest ciekiem o długości 17,6 km. Zlewnia tej rzeki ma także charakter rolniczy, co rzutuje na rodzaj zanieczyszczeń (związki biogenne). W górnym odcinku wody tego cieku są pozaklasowe zaś w dolnym wody odpowiadają III klasie czystości,
- Kanał Siciński, o długości 22 km wpływa do Lutryny, odwadnia

Na terenie gminy występują jeziora, które są zbiornikami wód powierzchniowych. Największe z jezior to: Wieczno Płd., północna część jez. Zamkowego, Sitno, Szczurkowskie i Radowiskie.
Poniżej przedstawiono 5 największych jezior wraz z określeniem stanu czystości ich wód.
| Jezioro       | Powierzchnia w ha | Objętość wody w tys. m³ | Głębokość maksymalna w m | Klasa czystości wód |
| ------------- | ----------------- | ----------------------- | ------------------------ | ------------------- |
| Radowiskie    | 15,78             |                         | 1,8                      | brak danych         |
| Sitno         | 48,3              | 541,0                   | 3,0                      | poza klasą          |
| Szczurkowskie | 25,4              | 480,7                   | 2,8                      | brak danych         |
| Wieczno Płd   | 199,4             | 4358,0                  | 4,1                      | II                  |
| Zamkowe       | 69,6              | 4133,0                  | 18,0                     | III                 |

Źródło: „Program ochrony środowiska powiatu wąbrzeskiego na lata 2004–2007”
Z wyżej wymienionych jezior tylko jeziora: Wieczno, Szczurkowskie i Zamkowe nadają się dla celów rekreacyjno-wypoczynkowych, gdyż charakteryzują się korzystną dostępnością turystyczną. Pozostałe są silnie zanieczyszczone przede wszystkim spływami powierzchniowymi z pól uprawnych. Natomiast wody jeziora Zamkowego, położonego w Wąbrzeźnie dodatkowo zanieczyszczają ścieki ze źródeł punktowych zlokalizowanych w pobliżu jeziora.

### Poziom zanieczyszczeń powietrza w regionie
Zanieczyszczenie powietrza powoduje obecność w atmosferze substancji stałych, ciekłych i gazowych, obcych jej naturalnemu składowi. Emisję zanieczyszczeń do atmosfery dzieli się na naturalną (np. erozja gleb, procesy gnilne) i powodowaną działalnością człowieka (antropogeniczną), tj. z procesów spalania paliw stałych, płynnych i gazowych – z elektrowni, elektrociepłowni, indywidualnych palenisk, środków transportu.
Z „Raportu o stanie środowiska w województwie kujawsko-pomorskim w 2002 roku” wynika, że emisja zanieczyszczeń pyłowych i gazowych z obszaru gminy Wąbrzeźno oraz pozostałych gmin należących do powiatu wąbrzeskiego jest najniższa w województwie kujawsko-pomorskim. Wynika to m.in. z faktu, iż na terenie gminy nie ma zlokalizowanego przemysłu, ponadto nie ma wiele terenów o zwartej zabudowie, które są źródłem zanieczyszczeń energetycznych. Zanieczyszczenia energetyczne odgrywają zaś dominującą rolę w emisji zanieczyszczeń pyłowych i gazowych, tym samym mają decydujący wpływ na stan czystości powietrza. Z przeprowadzanych badań w latach 1996–2003 wynika, że stężenie średnie roczne SO2 i NO2 nie jest na tym obszarze przekraczane. Problemem może być okresowy wzrost emisji niskiej, głównie z palenisk domowych, w obszarach zwartej zabudowy w większych miejscowościach gminnych (np. Ryńsk).
Reasumując, można stwierdzić, że na terenie gminy Ryńsk nie występuje problem nadmiernego zanieczyszczenia powietrza i gmina charakteryzuje się dobrą jakością powietrza.
Gmina według klasyfikacji podanej w Raporcie WIOŚ znalazła się w najkorzystniejszej klasie A zarówno w klasyfikacji ogólnej, jak i w klasyfikacjach dokonanych dla poszczególnych zanieczyszczeń. Klasa A oznacza, że żadna substancja nie przekracza poziomu dopuszczalnego.

### Zagrożenie hałasem komunikacyjnym
Hałas, zgodnie z Ustawą Prawo Ochrony Środowiska z 27 kwietnia 2001 roku, to dźwięki o częstotliwościach od 16 Hz do 16 000 Hz. Źródłem hałasu mogą być:
- środki transportu drogowego, kolejowego – jest to tzw. hałas komunikacyjny,
- maszyny, urządzenia części procesów technologicznych – jest to tzw. hałas przemysłowy.

Zagrożenie hałasem na terenie gminy Ryńsk dotyczy hałasu komunikacyjnego – głównie na terenach przyległych do dróg wojewódzkich nr: 534, 548, 551 i 554.
Na poziom emisji hałasu komunikacyjnego największy wpływ mają:
- natężenie ruchu,
- stan techniczny pojazdów,
- rodzaj i stan techniczny nawierzchni jezdni.

Do terenów najbardziej zagrożonych hałasem komunikacyjnym zalicza się miejscowości o zwartej zabudowie, przez które przebiegają drogi wojewódzkie. Należą do nich: Orzechowo, Nielub, Ryńsk, i Wałycz. Średni dobowy ruch (SDR) w tych miejscowościach oscyluje w granicach 1100 – 1700 pojazdów.

## Turystyka
Walorem środowiska naturalnego nadającym się do wykorzystania na cele rekreacyjno-wypoczynkowe jest posiadanie przez gminę jezior oraz czyste powietrze i stosunkowo duża, w porównaniu z gminami sąsiednimi, lesistość gminy. Dużymi walorami turystycznymi odznaczają się przede wszystkim rezerwat „Wronie” oraz obszar chronionego krajobrazu „Obszar kompleksu torfowiskowo-jeziorno-leśnego Zgniłka-Wieczno-Wronie”. Dobrą dostępnością turystyczną charakteryzują się dwa jeziora: Wieczno i Szczurkowskie. Na terenie gminy funkcjonuje Ośrodek Wypoczynkowy w miejscowości Przydwórz zlokalizowany na wschodnim brzegu Jeziora Wieczno Płd. Ośrodek ten posiada 40 miejsc noclegowych. Na terenie ośrodka znajduje się także pole namiotowe z 200 miejscami noclegowymi.
Z uwagi na posiadane przez gminę walory środowiska przyrodniczego oraz dziedzictwa kulturowego, w tym liczne obiekty wpisane do rejestru zabytków, dla osób lubiących aktywny wypoczynek na terenie gminy funkcjonuje sieć szlaków turystycznych takich jak:
- szlak czerwony: Grudziądz – Ryńsk o długości 41 km,
- szlak żółty: Ryńsk –Firtus o długości 18 km,
- szlak zielony: Ciechocin – Wąbrzeźno – Jabłonowo Pomorskie o długości 52 km,
- „Szlak Grunwaldzki” historyczny,
- „Szlak Towarzystwa Jaszczurczego” o długości 38 km w pierwszym wariancie i 33 km w drugim wariancie.

Na terenie gminy funkcjonuje kilka gospodarstw agroturystycznych. Rozwój turystyki ogranicza uboga baza turystyczna, w tym noclegowa – szczególnie na potrzeby wypoczynku weekendowego.

### Zabytki
Wykaz zarejestrowanych zabytków nieruchomych na terenie gminy:
- drewniany kościół ewangelicki, obecnie rzymskokatolicki filialny pod wezwaniem św. Maksymiliana Kolbe z 1785 roku w Jarantowicach, nr A/205 z 06.03.1956 roku
- kościół parafii pod wezwaniem św. Marii Magdaleny z XIII w. w Orzechowie, nr A/203 z 13.07.1936 roku
- kościół parafii pod wezwaniem św. Wawrzyńca z początku XIV w. w Ryńsku, nr A/204 z 13.07.1936 roku
- gorzelnia, obecnie młyn z 1876 roku w Ryńsku, nr A/1338 z 9.11.2007 roku
- drewniana chałupa z częścią gospodarczą nr 34 z pierwszej połowy XIX w. w Stanisławkach, nr A-665 z 17.07.1995 roku
- pałac z XIX w. w Wałyczu, nr A/208 z 18.01.1985 roku
- zespół dworski z połowy XIX w. w miejscowości Wronie, obejmujący: dwór myśliwski; spichrz (dawniej kościół), obecnie klub z XIV w.; park z połowy XIX w., nr 565 z 16.06.1987 roku
- kościół parafii pod wezwaniem św. Piotra i Pawła z XIV w. w miejscowości Zieleń, nr A/206 z 20.05.1930 roku.

## Zagospodarowanie przestrzenne

### Infrastruktura techniczna
W zakresie infrastruktury technicznej przedstawiono główne systemy związane z zaspokajaniem podstawowych potrzeb mieszkańców gminy.

#### Zaopatrzenie w wodę
Na terenie gminy funkcjonują cztery podstawowe ujęcia wody pitnej:
- Ryńsk o wydajności 48 m³/h,
- Zieleń o wydajności 31 m³/h,
- Sitno o wydajności 40 m³/h,
- Jarantowice o wydajności 23m³/h

Gminna sieć wodociągowa według stanu na 31-12-2003 r. miała 217,3 km długości. Stopień zwodociągowania gminy jest na poziomie 75,7%. Jest on najniższy z gmin powiatu wąbrzeskiego oraz dużo niższy od średniej dla powiatu, która wynosi 92,5%. Pobór wody wynosi 851 m³/d i jest to druga wielkość po mieście Wąbrzeźno. Udział gminy w poborze wody przez wszystkie gminy powiatu wąbrzeskiego wynosi 24,3%.
Z uwagi na istniejący w gminie niedobór wody, głównie w rejonie wsi Myśliwiec, Orzechowo i Małe Radowiska, potrzebna jest budowa i rozbudowa sieci wodociągowej. Chcąc poprawić istniejącą sytuację Gmina w 2004 roku rozpoczęła budowę stacji uzdatniania w miejscowości Czystochleb.

#### Siećkanalizacyjna
Gmina Ryńsk ma bardzo niski stopień skanalizowania. Oczyszczane jest ok. 13,4% ścieków sanitarnych i komunalnych. Stopień skanalizowania gminy Wąbrzeźno należy do najniższych (po gminie Dębowa Łąka) w powiecie wąbrzeskim. Długość sieci kanalizacji sanitarnej wynosi 13,8 km. Część ścieków gromadzonych w zbiornikach bezodpływowych wywożone jest wozami asenizacyjnymi do stacji zlewnej przy miejskiej oczyszczalni ścieków w Wąbrzeźnie. Dotyczy to raczej miejscowości w pobliżu Wąbrzeźna.
Istniejące na terenie gminy oczyszczalnie ścieków po byłych PGR-ach (Nielub, Wałycz, Wronie) zamieniono w przepompownie a ścieki skierowano do oczyszczalni miejskiej w Wąbrzeźnie.
Na terenie gminy słabo funkcjonuje system kanalizacji indywidualnej oparty na oczyszczalniach przyzagrodowych (4 oczyszczalnie w m. Czystochleb).
Dopiero niedawno Gmina rozpoczęła tworzenie systemu oczyszczania ścieków komunalnych wraz z sieciami doprowadzającymi ścieki.

#### Gospodarka odpadami
Odpady komunalne z terenu gminy składowane są na międzygminnym wysypisku odpadów w Niedźwiedziu, położonym na terenie gminy Dębowa Łąka. Wysypisko ma powierzchnię 17,9 ha i pojemność 30 000 m³. Na wysypisku nie prowadzi się zbiórki surowców wtórnych.

#### Infrastruktura komunikacyjna
Tworzą ją drogi, stacje benzynowe, stacje diagnostyczne oraz parkingi i miejsca parkingowe.
Infrastruktura komunikacyjna na terenie gminy jest uboga. Funkcjonuje jedna stacja benzynowa w miejscowości Ryńsk, natomiast nie ma żadnej stacji diagnostycznej. Na terenie gminy brakuje parkingów i miejsc parkingowych.

#### Sieć drogowa
Przez teren gminy Wąbrzeźno przechodzą drogi wojewódzkie, powiatowe i gminne o łącznej długości 324,16 km. Długości poszczególnych dróg przedstawiają się następująco:
| Typ drogi         | Długość                                         |
| ----------------- | ----------------------------------------------- |
| drogi wojewódzkie | 24,24 km                                        |
| drogi powiatowe   | 73,90 km                                        |
| drogi gminne      | 226,02 km, w tym o nawierzchni twardej 16,00 km |

W gminie istnieje potrzeba rozbudowy i modernizacji istniejącej sieci dróg. Wpływ na to ma między innymi szybko rosnąca liczba pojazdów.
Na terenie gminy zarejestrowano następujące pojazdy:
| Typ pojazdu                         | Liczba |
| ----------------------------------- | ------ |
| samochody osobowe                   | 2397   |
| samochody sanitarne                 | 40     |
| autobusy                            | 12     |
| samochody ciężarowe                 | 347    |
| samochody ciężarowo-osobowe         | 24     |
| ciągniki samochodowe                | 16     |
| ciągniki rolnicze                   | 776    |
| przyczepy i naczepy                 | 931    |
| jednoślady (motocykle i motorowery) | 544    |

Daje to łącznie 5087 pojazdów. Wskaźnik motoryzacji w 2003 roku wyniósł 281 samochodów osobowych na 1000 mieszkańców gminy. Wielkość wskaźnika motoryzacji ma wpływ na jakość życia mieszkańców gminy m.in. ułatwia im we własnym zakresie dojazd do pracy do Wąbrzeźna.

#### Sieć energetyczna
Przez teren gminy przebiega linia przesyłowa 400 KV Grudziądz – Płock. Zasilanie energią elektryczną odbywa się z krajowego systemu elektroenergetycznego poprzez linie wysokiego napięcia 110 kV z kierunku Grudziądza, Golubia-Dobrzynia i Brodnicy. Z G.P.Z. Wąbrzeźno wyprowadzone są linie magistralne 15 kV, kablowe dla Miasta Wąbrzeźna, a napowietrzne dla terenów gminy Ryńsk. Od linii magistralnych wyprowadzone są napowietrzne linie rozgałęźne 15 kV, zasilające napowietrzne stacje transformatorowe 15/0,4 kV, ze stacji tych liniami NN zasilani są odbiorcy. Aktualny system zasilania elektroenergetycznego gminy zabezpiecza jej potrzeby, wymaga jednak pilnej modernizacji, szczególnie linii NN.

#### Sieć gazowa
Przez teren gminy przechodzi gazociąg wysokociśnieniowy DN 250 relacji magistralnej DN 400 do stacji redukcyjno-pomiarowej Io w Wąbrzeźnie. Stacja ta ma być źródłem zasilania w gaz obszarów na terenie gminy Ryńsk. Gazyfikacja gminy będzie możliwa w wyniku realizacji projektowanego gazociągu Wąbrzeźno – Brodnica.

#### Sieć telekomunikacyjna
W sieć telekomunikacyjną zaopatrzone są wszystkie miejscowości na terenie gminy. Sieć telekomunikacyjna działa w oparciu o linie napowietrzne i kablowe. Łączność telekomunikacyjną zapewniają centrale cyfrowe. Współczynnik telefonizacji nie jest wysoki i wynosi 10 abonentów na 100 mieszkańców.

### Własność nieruchomości
W Gminie Ryńsk najwięcej gruntów – 70,77% należy do osób fizycznych prowadzących gospodarstwa rolne. Niecałe 23% wszystkich gruntów należy do Skarbu Państwa, w tym 7,52% wchodzi do zasobu Własności Rolnej Skarbu, 13,33% to grunty Państwowego Gospodarstwa Leśnego Lasy Państwowe. Gmina jest właścicielem 658 ha (łącznie z użytkowaniem wieczystym), co daje 3,29% wszystkich gruntów. Posiadanie własnych gruntów przez gminę stwarza możliwości pozyskania środków finansowych ze sprzedaży terenów pod budownictwo mieszkaniowe oraz działalność gospodarczą.
Poniżej przedstawiono strukturę własności gruntów na terenie gminy Wąbrzeźno – stan na 31.12.2003 rok.
| lp. | Wyszczególnienie                                                                                 | Powierzchnia w ha | Powierzchnia w % |
| --- | ------------------------------------------------------------------------------------------------ | ----------------- | ---------------- |
| 1   | Grunty wchodzące w skład Zasobu Własności Rolnej Skarbu Państwa                                  | 1502              | 7,52             |
| 2   | Grunty Państwowego Gospodarstwa Leśnego                                                          | 2665              | 13,33            |
| 3   | Grunty w trwałym zarządzie państwowych jednostek organizacyjnych z wyłączeniem gruntów PGL       | 130               | 0,65             |
| 4   | Pozostałe grunty Skarbu Państwa                                                                  | 179               | 0,90             |
| 5   | Grunty Skarbu Państwa przekazane w użytkowanie wieczyste                                         | 10                | 0,05             |
| 6   | Grunty państwowych osób prawnych                                                                 | 20                | 0,10             |
| 7   | Grunty gmin i związków międzygminnych z wyłączeniem gruntów przekazanych w użytkowanie wieczyste | 632               | 3,16             |
| 8   | Grunty gmin i związków międzygminnych przekazanych w użytkowanie wieczyste                       | 26                | 0,12             |
| 9   | Grunty osób fizycznych wchodzące w skład gospodarstw rolnych                                     | 14 145            | 70,77            |
| 10  | Grunty osób fizycznych nie wchodzące w skład gospodarstw rolnych                                 | 236               | 1,18             |
| 11  | Grunty spółdzielni                                                                               | 217               | 1,09             |
| 12  | Grunty kościołów i związków wyznaniowych                                                         | 185               | 0,93             |
| 13  | Grunty pozostałych osób prawnych                                                                 | 39                | 0,20             |
|     | Ogółem powierzchnia ewidencyjna*                                                                 | ha 19 986         | 100,00%          |

Źródło: Powiatowy Ośrodek Dokumentacij Geodezyjnej i Kartograficznej w Toruniu
- powierzchnia geodezyjna wynosi 20078 ha

### Stan obiektów dziedzictwa kulturowego
Do dziedzictwa kulturowego zaliczamy zespoły urbanistyczne i poszczególne budowle.
Gmina Ryńsk posiada interesujące, lecz mało rozpropagowane, dziedzictwo kulturowe w postaci obiektów zabudowy sakralnej i świeckiej oraz stanowisk archeologicznych. Do zasobów dziedzictwa kulturowego na terenie gminy zalicza się:
- wiejskie kościoły i kaplice
- dawne cmentarze ewangelickie i rzymskokatolickie (głównie nieczynne),
- zespoły pałacowo-parkowe,
- wsie o zachowanym układzie przestrzennym (m.in. w Jarantowicach Wałyczu, Zieleniu, Ludowicach, Myśliwcu, Małych Radowiskach),
- stare drewniane domy wiejskie, najstarsze z XVIII w. (Jarantowice, Ludowice, Stanisławki)
- budynki mieszkalne i zabudowania gospodarcze z XIX i XX w.(Ryńsk, Sosnówka, Stanisławki, Wałycz, Wronie),
- szkoły z przełomu XIX i XX wieku (m.in. w Stanisławkach, Zieleniu),
- gorzelnie i kuźnie z XIX w. w Wałyczu i Nielubiu
- leśniczówki w Nielubiu, Wroniu,
- budynki stacji kolejowej w Zieleniu.

Najbardziej wartościowe obiekty zostały wpisane do rejestru zabytków województwa kujawsko-pomorskiego, są to:
- kościół poewangelicki (obecnie rzymskokatolicki) w Jarantowicach, wybudowany w 1785 r., o drewnianej konstrukcji – po przeprowadzonych w roku 2006 pracach remontowo-konserwatorskich polegających na wzmocnieniu drewnianej konstrukcji ścian obwodowych, uzupełnieniu ubytków konstrukcyjnych, wymianie zniszczonego pokrycia ze strzechy na nowe tego samego rodzaju, a tym samym, doprowadzeniu świątyni do stanu bezpiecznego i wygodnego użytkowania,
- kościół parafialny rzymskokatolicki w Orzechowie, wzniesiony w stylu gotyckim na przełomie XIII/XIV w., stan dobry – wymaga remontu więźby dachowej i przełożenia pokrycia dachowego,
- kościół parafialny rzymskokatolicki w Zieleniu, wzniesiony w stylu gotyckim w 1 połowie XIV w., stan dobry – wymaga konserwacji średniowiecznych polichromii ściennych na poddaszu,
- dworek myśliwski we Wroniu, wybudowany w stylu eklektycznym na przełomie XIX i XX w., stan dobry,
- zespół pałacowo-parkowy we Wroniu. Zespół obejmuje dworek z przełomu XIX i XX w., park typu krajobrazowego o pow. 2,3 ha z połowy XIX w. (z zachowanym układem przestrzennym i okazałym, różnogatunkowym drzewostanem), kościół z XIV w. i spichlerz., stan zespołu – dobry,
- pałac w zespole pałacowo-parkowym w Wałyczu, wybudowany w stylu eklektycznym w XIX w., stan dobry,
- kościół rzymskokatolicki w Ryńsku, zbudowany w stylu gotyckim w 1 połowie XIV w., stan dobry – wymaga renowacji tynków zewnętrznych i wewnętrznych,
- grodzisko w Ryńsku, z VIII – XIV w., nie wymaga zabiegów konserwatorskich,
- chata wiejska w Stanisławkach, zbudowana w połowie XIX w., stan dobry,
- dwa kurhany, kultura łużycka w Radowiskach.

Jedną z form dziedzictwa kulturowego są zachowane wiejskie założenia pałacowo-parkowe i dworsko-parkowe. Zespoły te ukształtowane głównie w XIX wieku znajdują się w miejscowościach: Jarantowice, Katarzynki, Małe Radowiska, Nielub, Orzechowo, Orzechówko, Plebanka, Pływaczewo, Przydwórz, Rozgarty, Ryńsk, Sosnówka, Zieleń, Trzcianek, Wałycz, Węgorzyn i Wronie.
Obiektami o znacznej wartości kulturowej i historycznej są cmentarze ewangelickie i rzymskokatolickie, pierwsze z wymienionych w większości już nieczynne. Wzbogacają otaczający krajobraz okazałymi drzewami rosnącymi na ich terenie. Zabytkowych cmentarzy jest 38, w większości powstały w drugiej połowie XIX wieku. Do najstarszych należą: cmentarz przykościelny w Orzechowie (założony ok. XIII w., ponownie założony ok. XX w.) i w Zieleniu (założony ok. XIV w., założenie ponowne ok. XX w.) oraz cmentarz ewangelicki w Jarantowicach (założony w XVIII w.).
Na terenie gminy Ryńsk ujawniono 923 stanowiska archeologiczne. Największa ich koncentracja znajduje się w okolicach Ryńska (126), Małych Radowisk (93), Pływaczewa (68), Jarantowic (66), Wałyczyka (56) i Ludowic (45).
Stan obiektów zaliczanych do zasobów dziedzictwa kulturowego, na terenie gminy jest średniozadawalający. Większość obiektów wymaga bieżących remontów, na które brakuje środków finansowych.

## Gospodarka
Na terenie gminy, według stanu na 31 maja 2004 r. prowadzi działalność gospodarczą 289 podmiotów. Do największych pracodawców funkcjonujących na terenie gminy należą:
- Zakład Przetwórstwa Tworzyw Sztucznych Halina Błażejewicz – zatrudnia 63 osoby,
- Zakład Piekarniczo-Cukierniczy Bogusław Nowakowski, Czystochleb – zatrudnia 46 osób,
- Zakład Stolarski, Marek Rumiński, Stanisławki – zatrudnia 62 osoby,
- „Agloplast” Przetwórstwo Tworzyw Sztucznych, Zdzisław Ratajczak, Orzechówko – zatrudnia 35 osób,
- „Budzyńscy”, Spółka Cywilna z o.o., Jarantowice – zatrudnia 35 osób,
- Przedsiębiorstwo – Produkcyjno – Handlowo – Usługowe „Krystal” Alfred Kociołek – zatrudnia 20 osób,
- „Mirpol” Zakład Mechaniczno – Ślusarski, Handel Hurtowy i Detaliczny Artykułami Mirosław Błażejewski – zatrudnia 13 osób.

Pracodawcy ww zatrudniają ok. 4,95% ludności w wieku produkcyjnym. Wskaźnik przedsiębiorczości, mierzony liczbą podmiotów gospodarczych w przeliczeniu na 1000 mieszkańców, w gminie w 2003 roku wynosił 32,3/1000 mieszkańców i w porównaniu z innymi gminami województwa kujawsko-pomorskiego jest on stosunkowo niski. Na terenie gminy duże znaczenie ma działalność związana z obsługą rolnictwa np. punkty skupu, magazyny zbożowe, usługi leśne, zaopatrzenie w środki produkcji rolnej (Wałycz, Ryńsk, Wronie, Zieleń, Myśliwiec, Nielub, Czystochleb, Sosnówka, Plebanka, Małe Radowiska, Łabędź).

### Struktura podstawowych branż na terenie gminy
Podział branżowy firm przedstawia się następująco:
Tabela nr 1. Struktura i liczba podmiotów gospodarczych stan na 31-12-2003 roku
| Wyszczególnienie                    | Ogółem |     |
| ----------------------------------- | ------ | --- |
| wszystkie                           | 100%   | 275 |
| HANDEL                              | 32,4   | 89  |
| 1) handel stały                     | 18,9   | 52  |
| 2) handel obwoźny                   | 8,0    | 22  |
| PRZEMYSŁ                            | 7,3    | 20  |
| 1) produkcja wyrobów                | 0,7    | 2   |
| 2) usługi przemysłowe               | 2,6    | 7   |
| 3) działalność produkcyjno-usługowa | 4,0    | 11  |
| BUDOWNICTWO                         | 9,8    | 27  |
| TRANSPORT                           | 8,7    | 24  |
| USŁUGI NIEMATERIALNE                | 3,6    | 10  |
| GASTRONOMIA                         | 4,0    | 11  |
| INNE USŁUGI MATERIALNE              | –      | –   |

Źródło: dane z Urzędu Gminy Ryńsk-Wydział RGB
Na terenie gminy, według danych za 2003 rok najwięcej miejsc pracy tj. 32% tj (89) ogółu zarejestrowanych podmiotów dostarcza działalność handlowa. Pozostałe branże widoczne na terenie gminy to budownictwo i transport, które w strukturze podmiotów ogółem odpowiednio stanowią 9,8% i 8,7%. Najmniej podmiotów gospodarczych działa w branży usług niematerialnych (10) i w gastronomii (11). Słaby rozwój usług bytowych dla ludności wiąże się ze słabym wyposażeniem gminy w infrastrukturę komunalną (przede wszystkim kanalizacja, wodociąg, gazociąg, drogi).
Struktura zatrudnienia na terenie gminy
Sektorowa struktura miejsc pracy w gminie potwierdza dominującą rolę rolnictwa w jej gospodarce. Największe znaczenie jako dostarczyciel miejsc pracy mają usługi – 76,1% ogółu osób zatrudnionych. Działające na terenie gminy podmioty gospodarcze dają zatrudnienie i utrzymanie ich właścicielom i z reguły ich najbliższej rodzinie. Następną co do wielkości grupę pracujących tj. 18% stanowią osoby zatrudnione przez podmioty działające w przemyśle (głównie działalność produkcyjno-usługowa).
Pracujący w gospodarce narodowej (stan na XII. 2002 roku)
| GMINA RYŃSK | OGÓŁEM | KOBIETY | DZIAŁALNOŚĆ (w %) | rolnicza | przemysłowa | usługowa |
| ----------- | ------ | ------- | ----------------- | -------- | ----------- | -------- |
|             |        | 355     | 192               | 5,9      | 18,0        | 76,1     |

Źródło: Opracowanie własne na podstawie Rocznika Statystycznego woj. kuj-pomorskiego 2003
Gmina dysponuje znaczną rezerwą siły roboczej. Rejestrowane bezrobocie dla całego powiatu wąbrzeskiego, na koniec 2002 roku wynosiło 28,9%, na koniec 2003 roku 28,4%, zaś według stanu na koniec czerwca 2004 r. 31,5%. Z danych opublikowanych przez GUS, w gminie Ryńsk na koniec grudnia 2002 roku bez pracy było 1079 zarejestrowanych osób, co stanowiło 21,4% ludności w wieku produkcyjnym. Na koniec 2003 roku liczba osób bezrobotnych zarejestrowanych w gminie wynosiła 1 083, w tym 551 kobiet. Na koniec czerwca 2004 r. liczba bezrobotnych utrzymywała się na tym samym poziomie i wynosiła 1080 osób, w tym wzrosła liczba bezrobotnych kobiet do 569.

## Struktura społeczna
Gmina Ryńsk pod względem powierzchni zajmuje w województwie kujawsko-pomorskim jedną z czołowych lokat. Liczba ludności w gminie, według danych GUS za 2002 rok wynosi 8514 osób. Gęstość zaludnienia wynosi 42 osoby/km² i jest mniejsza o 28 od średniej dla powiatu wąbrzeskiego, która wynosi 70 osób na 1 km² oraz o 73 od średniej dla województwa kujawsko-pomorskiego, która wynosi 115 osób na 1 km².
Liczba kobiet i mężczyzn jest prawie jednakowa i wynosi 4240 mężczyzn i 4274 kobiet, według danych za 2002 rok.
W 2003 roku liczba ludności w gminie wzrosła do 8891 osób. W dalszym ciągu liczba kobiet i mężczyzn jest prawie jednakowa i wynosi: mężczyzn 50,2% i kobiet 49,8% ogółu populacji gminy.
Liczba ludności w gminie Wąbrzeźno według płci w 2003 roku
| Nazwa wsi/sołectwa | Liczba ludności | Liczba mężczyzn | Mężczyźni % | Liczba kobiet | Kobiety % |
| ------------------ | --------------- | --------------- | ----------- | ------------- | --------- |
| Cymbark            | 556             | 256             | 46,0        | 300           | 54,0      |
| Czytochleb         | 595             | 311             | 52,3        | 284           | 47,7      |
| Jarantowice        | 636             | 331             | 52,0        | 305           | 48,0      |
| Jaworze            | 313             | 167             | 53,4        | 146           | 46,6      |
| Ludowice           | 245             | 124             | 50,6        | 121           | 49,4      |
| Łabędź             | 637             | 314             | 49,3        | 323           | 50,7      |
| Małe Radowiska     | 427             | 225             | 52,7        | 202           | 47,3      |
| Myśliwiec          | 599             | 306             | 51,1        | 293           | 48,9      |
| Orzechówko         | 316             | 158             | 50,0        | 158           | 50,0      |
| Orzechowo          | 377             | 193             | 51,2        | 184           | 48,8      |
| Pływaczewo         | 473             | 247             | 52,2        | 226           | 47,8      |
| Przydwórz          | 232             | 126             | 54,3        | 106           | 45,7      |
| Ryńsk              | 763             | 371             | 48,6        | 392           | 51,4      |
| Sitno              | 314             | 164             | 52,2        | 150           | 47,8      |
| Stanisławki        | 171             | 92              | 53,8        | 79            | 46,2      |
| Trzcianek          | 164             | 74              | 45,1        | 90            | 54,9      |
| Trzciano           | 227             | 115             | 50,7        | 112           | 49,3      |
| Wałyczyk           | 197             | 96              | 48,7        | 101           | 51,3      |
| Węgorzyn           | 170             | 85              | 50,0        | 85            | 50,0      |
| Wałycz             | 986             | 484             | 49,1        | 502           | 50,9      |
| Zieleń             | 493             | 223             | 45,2        | 270           | 54,8      |
| RAZEM              | 8891            | 4462            | 50,2        | 4429          | 49,8      |

Źródło: Informacja pochodzi z Urzędu Gminy w Ryńsk-Ewidencja ludności.
Natomiast strukturę wieku ludności gminy Ryńsk przedstawia tabela poniżej.
Ludność według ekonomicznych grup wieku.
| WYSZCZEGÓLNIENIE                                    | 2000 | 2001 | 2002 |
| --------------------------------------------------- | ---- | ---- | ---- |
| Ludność w wieku przedprodukcyjnym (0–17 lat)        | 2549 | 2489 | 2353 |
| Ludność w wieku produkcyjnym (18-59/64lata)         | 5216 | 5292 | 5047 |
| Ludność w wieku poprodukcyjnym (60/65 lat i więcej) | 1151 | 1144 | 1114 |

Źródło: Rocznik Statystyczny Województwa Kujawsko-Pomorskiego. Urząd Statystyczny w Bydgoszczy, 2001, 2002, 2003
W latach 2000–2002 zmniejszyła się liczba ludności w gminie Ryńsk. W roku 2000 gmina liczyła 8916 mieszkańców, 2 lata później 8514. Z podanych danych wynika, iż liczba ludności w wieku przedprodukcyjnym w przeciągu ostatnich dwóch lat zmalała, w roku 2000 było 2549, co stanowiło 28,6% ogółu, natomiast 2353 w roku 2002, czyli 27,6% ogółu mieszkańców. Odnotowano także spadek ilości osób w wieku produkcyjnym, z 5216 w roku 2000 na 5047 w roku 2002. Udział procentowy ludności w wieku produkcyjnym w gminie jednak wzrósł o 1% w przeciągu lat 2000–2002, co jest zgodne z ogólnymi tendencjami demograficznymi. Z kolei liczba mieszkańców gminy w wieku poprodukcyjnym utrzymuje się na stałym poziomie i w roku 2002 stanowiła 13% ogółu. Szacuje się, iż w kolejnych latach ta sytuacja się zmieni. Zgodnie z narodowymi prognozami demograficznymi, zmniejszy się liczba osób w wieku przedprodukcyjnym, natomiast wzrośnie w wieku produkcyjnym i poprodukcyjnym.
Liczba zawieranych małżeństw w przeciągu ostatnich 3 lat praktycznie się nie zmienia. Współczynnik zawieranych małżeństw (liczba zawieranych małżeństw na 1000 ludności) wyniósł 5,7 w roku 2000, natomiast 6,2 w roku 2002. Przyrost naturalny w gminie Ryńsk co roku się nieznacznie zmniejsza. W roku 2000 wyniósł 2,8 (na 1000 ludności), a w roku 2002 – 2,4.
Saldo migracji, czyli różnica pomiędzy napływem ludności na teren gminy i odpływem z jej obszaru, w roku 2000 wyniosło –58, a w roku następnym już –68. Jednak w 2002 roku, w stosunku do lat ubiegłych, saldo migracji znacznie zmalało i wyniosło –24. Zmiany szczegółowo opisuje umieszczona poniżej tabela.
Ruch migracyjny w gminie Wąbrzeźno w latach 2000–2002
| Wyszczególnienie | 2000 | 2001 | 2002 |
| ---------------- | ---- | ---- | ---- |
| Napływ           |      |      |      |
| ogółem           | 81   | 119  | 109  |
| Z miast          | 40   | 79   | 61   |
| Ze wsi           | 41   | 40   | 47   |
| Z zagranicy      | –    | –    | 1    |
| Odpływ           |      |      |      |
| ogółem           | 139  | 187  | 133  |
| Do miast         | 100  | 123  | 103  |
| Na wieś          | 34   | 61   | 29   |
| Za granicę       | 5    | 3    | 1    |
| Saldo migracji   | -58  | -68  | -24  |

Źródło: Opracowanie własne na podstawie Rocznika statystycznego Województwa Kujawsko-Pomorskiego -lata 2001, 2002, 2003; Urząd Statystyczny w Bydgoszczy

### Poziom bezrobocia i rynek pracy na terenie gminy
Jak już wspomniano wcześniej, stopa bezrobocia w powiecie wąbrzeskim na koniec 2002 roku wyniosła 28,9% i jest wyższa od stopy bezrobocia w województwie kujawsko-pomorskim, która w grudniu 2002 roku wynosiła 22,6%. W ciągu ostatnich lat stopa bezrobocia w gminie Ryńsk praktycznie się nie zmienia, jest na stałym poziomie.
| Liczba osób bezrobotnych w gminie          | 2000 r. | 2001 r. | 2002 r. | 2003 r. |
| ------------------------------------------ | ------- | ------- | ------- | ------- |
| Liczba bezrobotnych na terenie gminy Ryńsk | 1020    | 1060    | 1079    | 1083    |

Bardziej szczegółowy podział przedstawia poniżej tabela nr 5, która uwzględnia podział na płeć, wiek i poziom wykształcenia osób bezrobotnych.
Tabela nr 5
| Wyszczególnienie                                                     | razem | pracujący | bezrobotni | Stopa bezrobocia |
| -------------------------------------------------------------------- | ----- | --------- | ---------- | ---------------- |
| MĘŻCZYŹNI                                                            | 2104  | 1642      | 462        | 22,0%            |
| Wykształcenie wyższe                                                 | 54    | 52        | 2          | 3,7%             |
| Wykształcenie średnie                                                | 456   | 383       | 73         | 16,0%            |
| Wykształcenie zasadnicze zawodowe                                    | 1077  | 845       | 232        | 21,5%            |
| Wykształcenie podstawowe ukończone, nieukończone i bez wykształcenia | 517   | 362       | 155        | 30,0%            |
| W wieku produkcyjnym                                                 | 2056  | 1596      | 460        | 22,4%            |
| KOBIETY                                                              | 1603  | 1173      | 430        | 26,8%            |
| Wykształcenie wyższe                                                 | 95    | 93        | 2          | 2,1%             |
| Wykształcenie średnie                                                | 580   | 445       | 135        | 23,3%            |
| Wykształcenie zasadnicze zawodowe                                    | 522   | 372       | 150        | 28,7%            |
| Wykształcenie podstawowe ukończone i bez wykształcenia szkolnego     | 416   | 273       | 143        | 34,4%            |
| W wieku produkcyjnym                                                 | 1555  | 1127      | 428        | 27,5%            |

Źródło: Opracowanie własne na podstawie Spisu Powszechnego 2002 – Gminy Ryńsk
Ze spisu powszechnego przeprowadzonego w roku 2002 wynika, że wyższa jest stopa bezrobocia wśród kobiet – 26,8%, niż wśród mężczyzn – 22,0%. Ponadto duża liczba osób bezrobotnych w gminie Ryńsk to osoby w wieku produkcyjnym, co jest zjawiskiem niekorzystnym. Stopa bezrobocia jest najwyższa wśród osób z wykształceniem podstawowym ukończonym i nieukończonym – dotyczy to zarówno kobiet (34,4%), jak i mężczyzn (30,0%).

### Określenie grup społecznych wymagających wsparcia
Najczęściej wymienianymi powodami udzielania wsparcia, pomocy społecznej w gminie Ryńsk są bezrobocie, niski dochód w rodzinie, niepełnosprawność, bezradność w sprawach opiekuńczo-wychowawczych i prowadzeniu gospodarstwa domowego wynikająca z wielodzietności rodzin oraz brak mieszkań socjalnych i narastająca bezdomność.

### Warunki i jakość życia mieszkańców gminy
Według spisu powszechnego, przeprowadzonego w 2002 roku, stwierdza się, iż w gminie Ryńsk jest 2319 mieszkań, które zajmuje 2625 rodzin. Przeciętnie, w każdym mieszkaniu znajduje się 3,76 izby, natomiast przeciętna liczba osób zajmujących jedno mieszkanie to 3,94 osoby. Na terenie gminy zarejestrowanych jest 2397 samochodów osobowych. Wskaźnik motoryzacji w 2003 roku wyniósł 281 samochodów osobowych na 1000 mieszkańców gminy. Wielkość tego wskaźnika ma znaczący wpływ na jakość życia mieszkańców gminy.

## Struktura powierzchni
Według danych z roku 2002 gmina Ryńsk ma obszar 200,78 km², w tym:
- użytki rolne: 75%
- użytki leśne: 12%

Gmina stanowi 40,05% powierzchni powiatu.

## Demografia

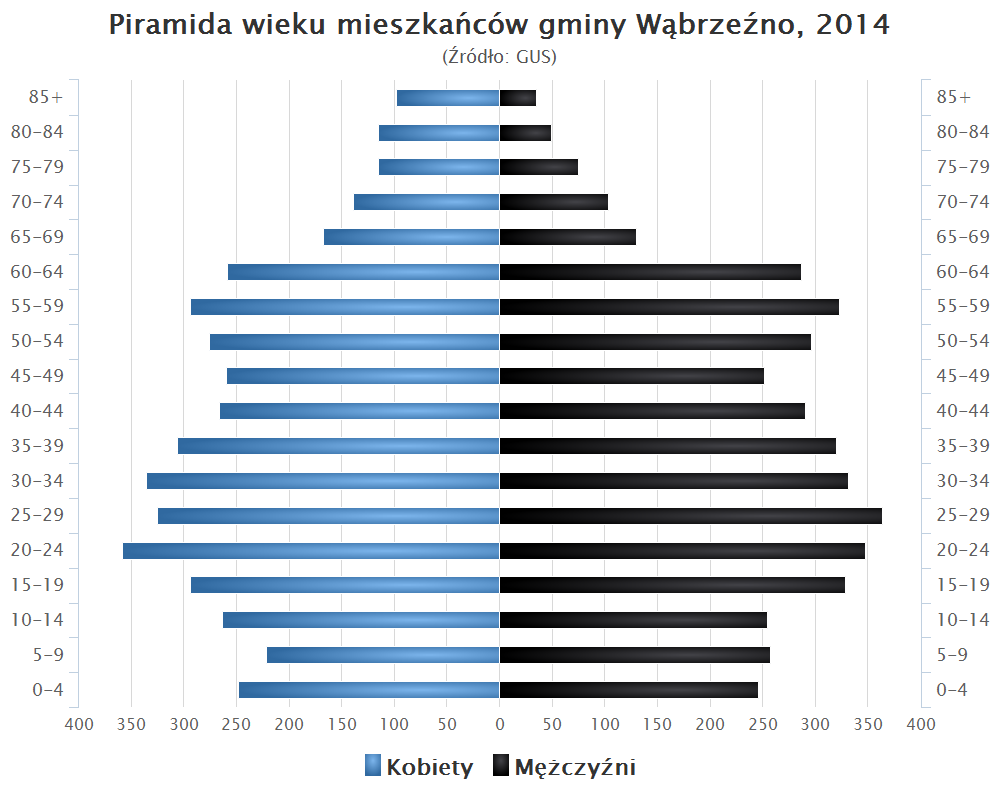
Piramida wieku mieszkańców gminy Ryńsk (wtedy Wąbrzeźno) w 2014 roku

Dane z 30 czerwca 2004:
| Opis                              | Ogółem | Ogółem | Kobiety | Kobiety | Mężczyźni | Mężczyźni |
| --------------------------------- | ------ | ------ | ------- | ------- | --------- | --------- |
| Jednostka                         | osób   | %      | osób    | %       | osób      | %         |
| Populacja                         | 8603   | 100    | 4345    | 50,5    | 4258      | 49,5      |
| Gęstość zaludnienia [mieszk./km²] | 42,8   | 42,8   | 21,6    | 21,6    | 21,2      | 21,2      |

## Sołectwa
Cymbark, Czystochleb, Jarantowice, Jaworze, Ludowice, Łabędź, Małe Radowiska, Myśliwiec, Orzechowo, Orzechówko, Pływaczewo, Przydwórz, Ryńsk, Sitno, Stanisławki, Trzcianek, Trzciano, Wałycz, Wałyczyk, Węgorzyn, Zieleń.

## Pozostałe miejscowości
Bugeria, Buk, Frydrychowo, Jarantowiczki, Katarzynki, Michałki, Młynik, Nielub, Orzechowo-Majątek, Pigża, Plebanka, Prochy, Rozgard, Seperanka, Seperunki, Sicinek, Sosnówka, Wronie (wieś), Wronie (osada leśna), Zaradowiska, Zieleńskie Góry.

## Sąsiednie gminy
Chełmża, Dębowa Łąka, Kowalewo Pomorskie, Książki, Płużnica, Radzyń Chełmiński, Wąbrzeźno